# Single numer jeden w roku 2021 (Polska)
Notowania AirPlay – Top, AirPlay – Nowości i AirPlay – TV, publikowane przez Związek Producentów Audio-Video, kompletowane są przez BMAT w oparciu o cotygodniową liczbę odegrań w radio oraz wyświetleń w telewizji. Poniżej znajdują się tabele prezentujące najpopularniejsze single, najwyżej debiutujące nowości oraz najczęściej emitowane teledyski w muzycznych stacjach telewizyjnych w danych tygodniach w roku 2021.

## AirPlay – Top i AirPlay – Nowości
| Data            | AirPlay – Top                                | AirPlay – Top                   | AirPlay – Top | AirPlay – Nowości                                  | AirPlay – Nowości                         | AirPlay – Nowości |
| Data            | Wykonawca                                    | Utwór                           | Źródło        | Wykonawca                                          | Utwór                                     | Źródło            |
| --------------- | -------------------------------------------- | ------------------------------- | ------------- | -------------------------------------------------- | ----------------------------------------- | ----------------- |
| 2 stycznia      | Robin Schulz feat. Kiddo                     | „All We Got”                    | [ 1 ]         | Raye i Rudimental                                  | „Regardless”                              | [ 2 ]             |
| 9 stycznia      | Robin Schulz feat. Kiddo                     | „All We Got”                    | [ 3 ]         | LP                                                 | „How Low Can You Go”                      | [ 4 ]             |
| 16 stycznia     | Robin Schulz feat. Kiddo                     | „All We Got”                    | [ 5 ]         | Sanah i Vito Bambino                               | „Ale jazz!”                               | [ 6 ]             |
| 23 stycznia     | Robin Schulz feat. Kiddo                     | „All We Got”                    | [ 7 ]         | Ofenbach feat. Lagique                             | „Wasted Love”                             | [ 8 ]             |
| 30 stycznia     | Robin Schulz feat. Kiddo                     | „All We Got”                    | [ 9 ]         | Three of Us                                        | „Szklany sufit”                           | [ 10 ]            |
| 6 lutego        | Gromee feat. Ásdís                           | „Worth It”                      | [ 11 ]        | Ray Dalton                                         | „Don’t Make Me Miss You”                  | [ 12 ]            |
| 13 lutego       | The Weeknd                                   | „Save Your Tears”               | [ 13 ]        | Sonia Maselik                                      | „Do przodu”                               | [ 14 ]            |
| 20 lutego       | Jason Derulo i Nuka                          | „Love Not War (The Tampa Beat)” | [ 15 ]        | Alok i Vize feat. Alida                            | „Love Again”                              | [ 16 ]            |
| 27 lutego       | Vinai i Le Pedre                             | „I Was Made”                    | [ 17 ]        | Toby Romeo, Felix Jaehn i Faulhaber                | „Where the Lights Are Low”                | [ 18 ]            |
| 6 marca         | Sanah i Vito Bambino                         | „Ale jazz!”                     | [ 19 ]        | Álvaro Soler                                       | „Magia”                                   | [ 20 ]            |
| 13 marca        | Sanah i Vito Bambino                         | „Ale jazz!”                     | [ 21 ]        | Krzysztof Zalewski                                 | „Wszystko będzie dobrze”                  | [ 22 ]            |
| 20 marca        | Sanah i Vito Bambino                         | „Ale jazz!”                     | [ 23 ]        | Dawid Kwiatkowski                                  | „Bez Ciebie”                              | [ 24 ]            |
| 27 marca        | Sanah i Vito Bambino                         | „Ale jazz!”                     | [ 25 ]        | Lady Pank                                          | „Drzewa”                                  | [ 26 ]            |
| 3 kwietnia      | Sanah i Vito Bambino                         | „Ale jazz!”                     | [ 27 ]        | Joel Corry, Raye i David Guetta                    | „Bed”                                     | [ 28 ]            |
| 10 kwietnia     | Ofenbach feat. Lagique                       | „Wasted Love”                   | [ 29 ]        | Daria Zawiałow i Dawid Podsiadło                   | „Za krótki sen”                           | [ 30 ]            |
| 17 kwietnia     | Riton i Nightcrawlers feat. Mufasa i Hypeman | „Friday (Dopamine Re-Edit)”     | [ 31 ]        | Carly Rae Jepsen                                   | „Call Me Maybe”                           | [ 32 ]            |
| 24 kwietnia     | Foothills i Badjack feat. Kheela             | „I Got Me”                      | [ 33 ]        | Gromee i Inna                                      | „Cool Me Down”                            | [ 34 ]            |
| 1 maja          | Toby Romeo, Felix Jaehn i Faulhaber          | „Where the Lights Are Low”      | [ 35 ]        | Kamil Bednarek                                     | „Pull Up”                                 | [ 36 ]            |
| 8 maja          | Jason Derulo feat. Adam Levine               | „Lifestyle”                     | [ 37 ]        | Justin Wellington feat. Small Jam                  | „Iko Iko”                                 | [ 38 ]            |
| 15 maja         | Shanguy i Mark Neve                          | „Kalima minou”                  | [ 39 ]        | Papa Zeus                                          | „Can’t Stop (Oh No)”                      | [ 40 ]            |
| 22 maja         | Majestic i Boney M.                          | „Rasputin”                      | [ 41 ]        | Olivia Addams                                      | „Stranger”                                | [ 42 ]            |
| 29 maja         | Shanguy i Mark Neve                          | „Kalima minou”                  | [ 43 ]        | Natalia Zastępa                                    | „Wiesz jak jest”                          | [ 44 ]            |
| 5 czerwca       | Imagine Dragons                              | „Follow You”                    | [ 45 ]        | Dua Lipa                                           | „Love Again”                              | [ 46 ]            |
| 12 czerwca      | Imagine Dragons                              | „Follow You”                    | [ 47 ]        | Vinai i Paolo Pellegrino feat. Shibui              | „Superman”                                | [ 48 ]            |
| 19 czerwca      | Olivia Addams                                | „Stranger”                      | [ 49 ]        | Michael Patrick Kelly                              | „Throwback”                               | [ 50 ]            |
| 26 czerwca      | Olivia Addams                                | „Stranger”                      | [ 51 ]        | Roksana Węgiel                                     | „Korona”                                  | [ 52 ]            |
| 3 lipca         | Olivia Addams                                | „Stranger”                      | [ 53 ]        | Baranovski                                         | „Tęskno mi do gwiazd”                     | [ 54 ]            |
| 10 lipca        | Olivia Addams                                | „Stranger”                      | [ 55 ]        | Galantis, David Guetta i Little Mix                | „Heartbreak Anthem”                       | [ 56 ]            |
| 17 lipca        | Olivia Addams                                | „Stranger”                      | [ 57 ]        | Margaret                                           | „Tak na oko”                              | [ 58 ]            |
| 24 lipca        | Olivia Addams                                | „Stranger”                      | [ 59 ]        | Three of Us                                        | „Wielki mały człowiek”                    | [ 60 ]            |
| 31 lipca        | Olivia Addams                                | „Stranger”                      | [ 61 ]        | YouNotUs i Michael Schulte                         | „Bye Bye Bye”                             | [ 62 ]            |
| 7 sierpnia      | Ed Sheeran                                   | „Bad Habits”                    | [ 63 ]        | —                                                  | —                                         | —                 |
| 14 sierpnia     | Ed Sheeran                                   | „Bad Habits”                    | [ 64 ]        | The Weeknd                                         | „Take My Breath”                          | [ 65 ]            |
| 21 sierpnia     | Ed Sheeran                                   | „Bad Habits”                    | [ 66 ]        | Kizo                                               | „Disney”                                  | [ 67 ]            |
| 28 sierpnia     | Męskie Granie Orkiestra 2021                 | „I Ciebie też, bardzo”          | [ 68 ]        | Joel Corry i Jax Jones feat. Charli XCX i Saweetie | „Out Out”                                 | [ 69 ]            |
| 4 września      | Męskie Granie Orkiestra 2021                 | „I Ciebie też, bardzo”          | [ 70 ]        | —                                                  | —                                         | —                 |
| 11 września     | Ed Sheeran                                   | „Bad Habits”                    | [ 71 ]        | Tiësto i Karol G                                   | „Don’t Be Shy”                            | [ 72 ]            |
| 18 września     | Męskie Granie Orkiestra 2021                 | „I Ciebie też, bardzo”          | [ 73 ]        | Lost Frequencies i Calum Scott                     | „Where Are You Now”                       | [ 74 ]            |
| 25 września     | Męskie Granie Orkiestra 2021                 | „I Ciebie też, bardzo”          | [ 75 ]        | —                                                  | —                                         | —                 |
| 2 października  | Dawid Kwiatkowski                            | „Proste”                        | [ 76 ]        | Artur Rojek                                        | „Wszystko mi mówi, że mnie ktoś pokochał” | [ 77 ]            |
| 9 października  | Sanah                                        | „Ten stan”                      | [ 78 ]        | Baranovski                                         | „Nie mamy nic”                            | [ 79 ]            |
| 16 października | Sanah                                        | „Ten stan”                      | [ 80 ]        | Sobel i Sanah                                      | „Cześć, jak się masz?”                    | [ 81 ]            |
| 23 października | The Kid Laroi i Justin Bieber                | „Stay”                          | [ 82 ]        | Roksana Węgiel                                     | „Kanaryjski”                              | [ 83 ]            |
| 30 października | The Kid Laroi i Justin Bieber                | „Stay”                          | [ 84 ]        | Sanah                                              | „Kolońska i szlugi”                       | [ 85 ]            |
| 6 listopada     | Elton John i Dua Lipa                        | „Cold Heart (Pnau remix)”       | [ 86 ]        | —                                                  | —                                         | —                 |
| 13 listopada    | Elton John i Dua Lipa                        | „Cold Heart (Pnau remix)”       | [ 87 ]        | Joel Corry feat. Mabel                             | „I Wish”                                  | [ 88 ]            |
| 20 listopada    | Elton John i Dua Lipa                        | „Cold Heart (Pnau remix)”       | [ 89 ]        | Inna                                               | „Up”                                      | [ 90 ]            |
| 27 listopada    | Lost Frequencies i Calum Scott               | „Where Are You Now”             | [ 91 ]        | Daria Zawiałow                                     | „Metropolis”                              | [ 92 ]            |
| 4 grudnia       | Daria                                        | „Paranoia”                      | [ 93 ]        | Zalia feat. Przyłu                                 | „Bezsensownie”                            | [ 94 ]            |
| 11 grudnia      | Daria                                        | „Paranoia”                      | [ 95 ]        | Minelli                                            | „Nothing Hurts”                           | [ 96 ]            |
| 18 grudnia      | Daria                                        | „Paranoia”                      | [ 97 ]        | George Ezra                                        | „Come on Home for Christmas”              | [ 98 ]            |
| 25 grudnia      | Daria                                        | „Paranoia”                      | [ 99 ]        | Sara James                                         | „Somebody”                                | [ 100 ]           |

## AirPlay – TV
| Data            | Wykonawca                                    | Teledysk                      | Źródło  |
| --------------- | -------------------------------------------- | ----------------------------- | ------- |
| 2 stycznia      | Daj to głośniej                              | „Ochotę mam”                  | [ 101 ] |
| 9 stycznia      | Tiësto                                       | „The Business”                | [ 102 ] |
| 16 stycznia     | Extazy                                       | „Zauroczenie”                 | [ 103 ] |
| 23 stycznia     | Zenon Martyniuk                              | „Nie wolno zabić tej miłości” | [ 104 ] |
| 30 stycznia     | Zenon Martyniuk                              | „Nie wolno zabić tej miłości” | [ 105 ] |
| 6 lutego        | Playboys                                     | „Moja Twoja”                  | [ 106 ] |
| 13 lutego       | Daj to głośniej                              | „Jeszcze raz”                 | [ 107 ] |
| 20 lutego       | Sanah i Vito Bambino                         | „Ale jazz!”                   | [ 108 ] |
| 27 lutego       | Daj to głośniej                              | „Jeszcze raz”                 | [ 109 ] |
| 6 marca         | Sanah i Vito Bambino                         | „Ale jazz!”                   | [ 110 ] |
| 13 marca        | Sanah i Vito Bambino                         | „Ale jazz!”                   | [ 111 ] |
| 20 marca        | Riton i Nightcrawlers feat. Mufasa i Hypeman | „Friday (Dopamine Re-Edit)”   | [ 112 ] |
| 27 marca        | Riton i Nightcrawlers feat. Mufasa i Hypeman | „Friday (Dopamine Re-Edit)”   | [ 113 ] |
| 3 kwietnia      | Riton i Nightcrawlers feat. Mufasa i Hypeman | „Friday (Dopamine Re-Edit)”   | [ 114 ] |
| 10 kwietnia     | Riton i Nightcrawlers feat. Mufasa i Hypeman | „Friday (Dopamine Re-Edit)”   | [ 115 ] |
| 17 kwietnia     | ATB, Topic i A7S                             | „Your Love (9PM)”             | [ 116 ] |
| 24 kwietnia     | Top Girls                                    | „Taniec to rozmowa”           | [ 117 ] |
| 1 maja          | Top Girls                                    | „Taniec to rozmowa”           | [ 118 ] |
| 8 maja          | Majestic i Boney M.                          | „Rasputin”                    | [ 119 ] |
| 15 maja         | Majestic i Boney M.                          | „Rasputin”                    | [ 120 ] |
| 22 maja         | Majestic i Boney M.                          | „Rasputin”                    | [ 121 ] |
| 29 maja         | Majestic i Boney M.                          | „Rasputin”                    | [ 122 ] |
| 5 czerwca       | Majestic i Boney M.                          | „Rasputin”                    | [ 123 ] |
| 12 czerwca      | Sobel                                        | „Fiołkowe pole”               | [ 124 ] |
| 19 czerwca      | Sanah                                        | „Etc. (na disco)”             | [ 125 ] |
| 26 czerwca      | Sanah                                        | „Etc. (na disco)”             | [ 126 ] |
| 3 lipca         | Sanah                                        | „Etc. (na disco)”             | [ 127 ] |
| 10 lipca        | Sanah                                        | „Etc. (na disco)”             | [ 128 ] |
| 17 lipca        | Sanah                                        | „Etc. (na disco)”             | [ 129 ] |
| 24 lipca        | Sanah                                        | „Etc. (na disco)”             | [ 130 ] |
| 31 lipca        | Sanah                                        | „Etc. (na disco)”             | [ 131 ] |
| 7 sierpnia      | Kungs                                        | „Never Going Home”            | [ 132 ] |
| 14 sierpnia     | Kungs                                        | „Never Going Home”            | [ 133 ] |
| 21 sierpnia     | Piękni i Młodzi                              | „Jak w bajce (Ti amo)”        | [ 134 ] |
| 28 sierpnia     | Kungs                                        | „Never Going Home”            | [ 135 ] |
| 4 września      | Dawid Kwiatkowski                            | „Proste”                      | [ 136 ] |
| 11 września     | Piękni i Młodzi                              | „Jak w bajce (Ti amo)”        | [ 137 ] |
| 18 września     | Piękni i Młodzi                              | „Jak w bajce (Ti amo)”        | [ 138 ] |
| 25 września     | Piękni i Młodzi                              | „Jak w bajce (Ti amo)”        | [ 139 ] |
| 2 października  | Piękni i Młodzi                              | „Jak w bajce (Ti amo)”        | [ 140 ] |
| 9 października  | Piękni i Młodzi                              | „Jak w bajce (Ti amo)”        | [ 141 ] |
| 16 października | Dawid Kwiatkowski                            | „Proste”                      | [ 142 ] |
| 23 października | Piękni i Młodzi                              | „Jak w bajce (Ti amo)”        | [ 143 ] |
| 30 października | The Kid Laroi i Justin Bieber                | „Stay”                        | [ 144 ] |
| 6 listopada     | Topky                                        | „Szpile”                      | [ 145 ] |
| 13 listopada    | The Kid Laroi i Justin Bieber                | „Stay”                        | [ 146 ] |
| 20 listopada    | Ed Sheeran                                   | „Shivers”                     | [ 147 ] |
| 27 listopada    | Sobel i Sanah                                | „Cześć, jak się masz?”        | [ 148 ] |
| 4 grudnia       | Sobel i Sanah                                | „Cześć, jak się masz?”        | [ 149 ] |
| 11 grudnia      | Ed Sheeran                                   | „Shivers”                     | [ 150 ] |
| 18 grudnia      | Sanah                                        | „Kolońska i szlugi”           | [ 151 ] |
| 25 grudnia      | Sobel i Sanah                                | „Cześć, jak się masz?”        | [ 152 ] |